# Поггенполь, Николай Петрович
Николай Петрович Поггенполь (нем. von Poggenpohl; 5 (17) мая 1824, Флоренция — 28 марта 1894, Париж) — российский журналист и дипломат.

## Биография
Его отец, дипломат Пётр Васильевич Поггенполь (1790—1853), был генеральным консулом в Ливорно, а впоследствии — генеральным консулом в Гавре.
Николай Петрович Поггенполь работал в российском Министерстве иностранных дел переводчиком.

## Журналистская деятельность
В 1855 году основал и возглавил в Брюсселе газету «Le Nord» — полуофициальный дипломатический орган русского правительства, призванный публикацией либеральных русских авторов формировать положительный образ Российской империи. Первоначально газета пыталась привлечь к сотрудничеству широкий круг прогрессивно мыслящих литераторов и публицистов, однако значительная часть общественности отнеслась к ней настороженно.
Был вскоре выслан из Бельгии, но продолжал руководить газетой из Парижа.
С конца 1859 года в «Le Nord» был открыт особый отдел по вопросу об освобождении крестьян в России, публиковавший, в частности, статьи Михаила Погодина, Петра Валуева и других видных российских государственных и общественных деятелей, подвергавшиеся, при появлении в России, строгой цензуре. Позднее, с разворотом внутренней политики Александра II в сторону более консервативного курса, заметно изменился и тон газеты, что отрицательно сказалось на её престиже.
В 1863 году издание «Le Nord» было перенесено в Париж, а на следующий год Поггенполь был отстранён от работы с газетой, в том числе в связи с финансовыми проблемами.
Позднее, в 1870—1871 гг. он издавал в Париже газету «L’Ami de la France».

## Критика
И. С. Тургенев в письме к А. И. Герцену отозвался о Поггенполе весьма нелестно: «Поггенполь — интриган, русский немец, который уверяет, что ненавидит немцев и „чюфствует союзу“ (собственные его слова) с русским мужиком. <…> Порядочному человеку с этакими молодчиками знаться не для чего».

## Семья
Дочь Елена (1854—1897) вышла замуж за Жака Османа (1853—1938), чиновника по финансовому ведомству, троюродного племянника барона Османа, и погибла при пожаре на благотворительной ярмарке, унёсшем жизни более чем 120 человек.